# Бланкафор
Бланкафор (фр. Blancafort) насеље је и општина у централној Француској у региону Центар (регион), у департману Шер која припада префектури Вјерзон.
По подацима из 2011. године у општини је живело 1137 становника, а густина насељености је износила 17,67 становника/km². Општина се простире на површини од 64,35 km². Налази се на средњој надморској висини од 175 метара (максималној 261 m, а минималној 162 m).

## Демографија
| 1962. | 1968. | 1975. | 1982. | 1990. | 1999. | 2011. |
| ----- | ----- | ----- | ----- | ----- | ----- | ----- |
| 1.042 | 1.007 | 936   | 1.070 | 991   | 995   | 1.137 |

График промене броја становника у току последњих година